# Comune di Rødekro
Il comune di Rødekro (in tedesco Rothenkrug), fino al 1º gennaio 2007 è stato un comune danese situato nella contea dello Jutland Meridionale, il comune aveva una popolazione di 11 756 abitanti (2006) e una superficie di 202 km².
Capoluogo era la cittadina omonima.
Dal 1º gennaio 2007, con l'entrata in vigore della riforma amministrativa, il comune è stato soppresso e accorpato, insieme ai comuni di Aabenraa, Bov, Lundtoft e Tinglev per costituire il riformato comune di Aabenraa.